# نور الدالي
نور الدين أحمد الدالي (24 أكتوبر 1928 – 16 أبريل 2004) هو لاعب كرة قدم مصري لعب لنادي الزمالك ومصر كمدافع، فاز مع المنتخب بكأس الأمم الأفريقية 1957. كما كان ضمن تشكيلة مصر في دورة الألعاب الأولمبية الصيفية عام 1952. ترأس نادي الزمالك لعامين بين 1990 و1992. عمل مهندسًا، وكان آخر لاعب كرة قدم يشغل منصب رئيس نادي الزمالك حتى الآن. انتُخب عضوًا في مجلس إدارة الزمالك أكثر من مرة قبل انتخابه رئيسًا، كما اُنتخب عضواً ووكيلاً لمجلس إدارة الاتحاد المصري لكرة القدم.

## المسيرة

### لاعبا
بدأ مسيرته الكروية مع فرق الناشئين في نادي الزمالك في أوائل ثلاثينيات القرن الماضي. قضى مسيرته الكروية الاحترافية كاملةً في النادي، وكان مدافعًا، وشارك أساسيًا لمدة عقد من الزمن.
فاز الدالي مع نادي الزمالك بدوري منطقة القاهرة لثلاثة مواسم متتالية (1950-1951، 1951-1952، 1952-1953). كما فاز مع القلعة البيضاء بستة ألقاب في كأس مصر (1951-1952، 1954-1955، 1956-1957، 1957-1958، 1958-1959، 1959-1960). وكان الدالي قائد فريق نادي الزمالك الذي فاز بلقب الدوري المصري الممتاز (1959-60) في آخر موسم له. اعتزل كرة القدم الاحترافية عام 1960.

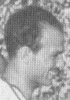
نور الدالي

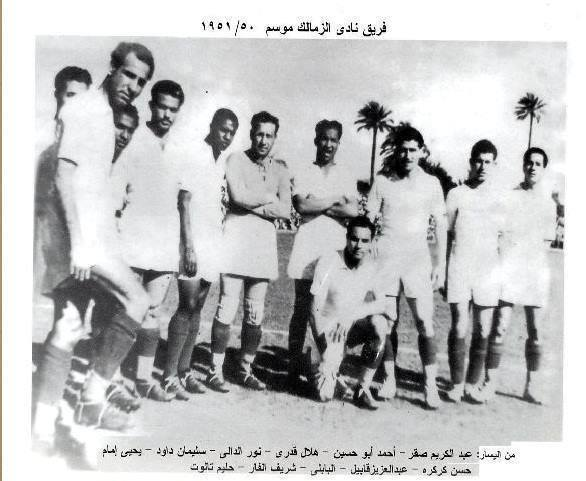
الدالي (الرابع من اليسار) مع فريق نادي الزمالك موسم 1950–51

لعب نور الدالي مع منتخب مصر لكرة القدم في أوائل خمسينيات القرن العشرين، وكان ضمن الفريق الفائز بالميدالية الفضية في دورة ألعاب البحر الأبيض المتوسط عام 1951 في الإسكندرية. لعب الدالي مع منتخب بلاده في دورة ألعاب البحر الأبيض المتوسط عام 1955 في برشلونة، وفازت مصر بالميدالية الذهبية. في النسخة الأولى من كأس الأمم الأفريقية، كان ضمن الفريق الفائز بكأس الأمم الأفريقية 1957 عام في السودان.

### بعد الاعتزال
بعد اعتزاله كرة القدم، عمل الدالي مهندسًا، حيث حصل على درجة البكالوريوس في الهندسة. وعمل مديراً للكرة بالزمالك في السبعينات ثم عضواً بمجلس الاتحاد المصري لكرة القدم ووكيلاً له في بداية الثمانينات. إلى جانب عمله الخاص، انتُخب رئيسًا لنادي الزمالك عام 1990. وخلال فترة رئاسته، فاز نادي الزمالك بلقب الدوري المصري الممتاز في موسمي 1991-92، 1992-93، ليكون بذلك الرئيس الوحيد الذي فاز باللقب مع الزمالك لاعبًا ورئيسًا. شغل المنصب لمدة عامين حتى عام 1992. كما كان يتولي رئاسة نادي المعادي في نفس الوقت. يُعد الدالي، بالنسبة للكثيرين، أحد أكثر رؤساء الزمالك تأثيرًا في تاريخ النادي، وكان آخر لاعب كرة قدم يتولى رئاسة نادي الزمالك.

## الألقاب

### لاعب
نادي الزمالك
- دوري منطقة القاهرة: 1950–51، 1951–52، 1952–53
- كأس مصر: 1951–52، 1954–55، 1956–57، 1957–58، 1958–59، 1959–60، 1961–62
- الدوري المصري الممتاز: 1959–60

مصر
- ألعاب البحر الأبيض المتوسط: 1955
- كأس الأمم الإفريقية: 1959